# Fluxbuntu
Fluxbuntu是一個基於Ubuntu的輕量級Linux作業系統,使用Fluxbox桌面環境。與Ubuntu不同,Ubuntu使用GNOME,Kubuntu使用KDE,及Xubuntu使用Xfce，減低對計算機內存和資源的要求。Fluxbuntu設計為多功能但所需系統資源低的作業系統,能在300MHzCPU及64MB記憶體的電腦上執行。Fluxbuntu項目目前仍在開發,根據Fluxbuntu網站,最近版本發布於2007年10月。

## 外部連結
1. ↑  . Ubuntu Press Release Archive. Canonical Ltd. March 23, 2009  [2009-05-11]. （原始内容存档于2009-05-05）.
2. ↑  . 16 October 2007  [2009-08-21]. （原始内容存档于2009-09-16）.
3. ↑  . Fluxbuntu Wiki. June 16, 2008  [2009-05-11]. （原始内容存档于2007-12-27）.
4. ↑  . The Fluxbuntu Linux Project.   [2009-05-11]. （原始内容存档于2007-09-26）.

- 官方網站
- Fluxbuntu在Launchpad（页面存档备份，存于）
- Fluxbuntu計劃在Launchpad（页面存档备份，存于）